# Verónica I de Matamba
Verónica Guterres Kangala Kingwanda (morta en 1721) va ser reina conjunta dels regnes de Ndongo i Matamba de 1681 a 1721.

## Antecedents
Verónica era filla del rei João Guterres Ngola Kanini dels regnes conjunts de Ndongo i Matamba i era un governant important de la dinastia Guterres establerta per la reina Njinga Mbande. Probablement va ser la més important a l'hora d'establir la freqüent pràctica de tenir dones governants en el país després dels reptes turbulents i sovint desafiats de Njinga i la seva germana Bárbara en el període comprès entre 1624 i 1666.
Cap documentació contemporània dona cap indicació de la seva edat. Probablement va ser batejada juntament amb la majoria d'altres nobles de Ndongo-Matamba durant el període d'activitat missionera a Matamba després de l'establiment de la missió caputxina el 1656. Sembla que sempre es va considerar cristiana.

## Reina
Verónica va arribar al poder després de la guerra portuguesa contra Matamba en 1681, on el seu predecessor i germà va ser assassinat a la batalla de Katole. Encara que el seu germà va morir en l'acció, les forces de Matamba van guanyar la batalla i els portuguesos van retirar el seu exèrcit. No obstant això, la reina Verónica va decidir tractar la pau, signant l'acord amb Portugal en 1683. Aquest tractat de pau governaria les relacions entre Portugal i Matamba durant molt de temps, però va ser, de fet seguit rares vegades seguit per qualsevol dels participants.

### Represa d'hostilitats
El 1689 va atacar els portuguesos a Cahenda a la regió de "Dembos" cap a l'oest, una zona disputada entre Ndongo, Congo i Portugal. Estava ansiosa per restablir les reclamacions de Matamba sobre la regió de Dembos que es trobava directament a l'est de Matamba, i el 1688-89 els seus exèrcits es van traslladar a la zona i van amenaçar posicions portugueses entorn d'Ambaca, la seva ciutat fortificada que va marcar la frontera més occidental de la colònia d'Angola. Els portuguesos van intervenir, i van despuntar l'eficàcia de la campanya.
Al voltant de 1701, Luca da Caltanisetta, el prefecte de la missió dels Caputxins a Angola, va escriure la seva petició de restablir la missió que havia quedat vacant i "tornar aquesta gent al graner de la Santa Església". Verónica, el país del qual "no havia caigut totalment en el paganisme", va escriure una carta piadosa expressant la seva preocupació que "li dolia veure que els seus fills morien sense batejar", però que estava "disgustada amb els blancs" i que "no veia cap d'ells a la seva cort amb els missioners".
Va buscar una vegada més expandir el regne als dominis portuguesos el 1706, i probablement va ser per això que va enviar ambaixadors a la cort del rei Pedro IV del Congo aquest any. Però els seus intents de fer-ho van ser frustrats, ja que les forces portugueses eren massa fortes i va abandonar l'intent. No obstant això, un estat de constant conflicte de baix nivell entre el seu exèrcit i els portuguesos a Ambaca i Cahenda va conduir a la despoblació virtual del país a l'oest de Matamba, ja que els habitants van fugir o van ser capturats i deportats a les Amèriques. Els capturats pels portuguesos tendien a ser enviats a Brasil, els capturats per Verónica sovint eren venuts als tractants de Vili, amb base al regne de Loango al nord i posteriorment venuts a comerciants anglesos, holandesos o francesos comerciants que freqüentaven aquesta costa.
Verónica va continuar els seus intents d'ampliar el control de Matamba sobre els territoris que reclamava a principis del segle xvii. Va morir el 1721 i va ser succeïda pel seu fill Afonso I.